# Цвейг, Джордж
Джордж Цвейг (англ. George Zweig; род. 30 мая 1937, Москва) — американский физик и нейробиолог.

## Биография
Родился 30 мая 1937 года в Москве, в еврейской семье. По его словам, его родители приехали в СССР «по контракту на пять лет. Отец работал инженером-конструктором в Москве, на заводах на Урале». По истечении срока контракта семья уехала в Вену, затем в США.
Учился на специалиста по физике элементарных частиц у Ричарда Фейнмана, а позже изучал нейробиологию. Много лет работал исследователем в Лос-Аламосской национальной лаборатории и Массачусетском технологическом институте.
Окончив в 1959 году Мичиганский университет и продолжая обучение физике в Калифорнийском технологическом институте, в 1964 году предложил гипотезу существования кварков (независимо от Мюррея Гелл-Манна). Называл кварки «тузами» — от тузов в карточных играх, которые бывают четырёх мастей, — поскольку полагал, что существует всего четыре кварка.
В дальнейшем занялся нейробиологией и изучал преобразование звука в нервные импульсы в улитке человеческого уха. В 1975 году, изучая ухо, открыл непрерывное вейвлет-преобразование.
В 1981 году получил «грант гения» Фонда Макартуров.
В 1996 году был избран в Национальную академию наук США.
В 2004 году сменил профиль деятельности, перейдя в финансовую сферу. В 2003—2010 работал в «Renaissance Technologies». В 2015 с двумя партнёрами основал хедж-фонд «Signition».
В 2015 году награждён ежегодно присуждаемой Американским физическим обществом Премией Дж. Сакураи в области теоретической физики частиц.